# Centrul civic comunitar interbelic Câmpia Turzii
Centrul civic comunitar interbelic Câmpia Turzii este un ansamblu de monumente istorice aflat pe teritoriul orașului Câmpia Turzii.
Ansamblul este format din două monumente:
- Clubul muncitoresc (cod LMI CJ-II-m-A-07556.01)
- Biserica ortodoxă (cod LMI CJ-II-m-A-07556.02)